# Division II i ishockey 1944-45
Division II 1944-45 var turneringen på næstbedste niveau i den svenske ishockeyliga, og det var fjerde sæson under navnet "Division II". Turneringen havde deltagelse af 35 hold, der spillede om fire oprykningspladser til Division I. Holdene var inddelt i seks puljer med fem, seks eller syv hold i hver pulje. I hver pulje spillede holdene en dobbeltturnering alle-mod-alle, og de seks puljevindere gik videre til oprykningsspillet, hvor de spillede om de fire oprykningspladser.
Oprykningspladserne til Division I blev besat af følgende fire hold:
- Atlas Diesels IF, der vandt Division II Syd, og som blev nr. 2 i oprykningsspillets syd-pulje.
- Mora IK, der vandt Division II Nord, og som blev nr. 2 i oprykningsspillets nord-pulje.
- Södertälje IF, der vandt Division II Södermanland, og som blev nr. 1 i oprykningsspillets syd-pulje.
- Västerås SK, der vandt Division II Västmanland, og som blev nr. 1 i oprykningsspillets nord-pulje.

## Hold
Division II havde deltagelse af 35 klubber, hvilket var tre flere end i den foregående sæson. Blandt deltagerne var:
- 2 klubber, der var rykket ned fra Division I: Brynäs IF og Reymersholms IK.
- 11 klubber, der var rykket op fra de regionale serier: Atlas Diesels IF, BK Forward, GoIF Tjalve, GUIF, IF Eyra, IFK Arboga, IFK Stockholm, IFK Tumba, Mora IK, Skiveds IF og Stallarholmens SK.

Divisionen var ligesom den foregående sæson inddelt i seks regionale puljer, men to af divisionerne havde skiftet navn:
- Division II Central var blevet omdøbt til Division II Västmanland.
- Division II Mälarserien havde skiftet navn til Division II Södermanland.

I samme ombæring havde følgende hold skiftet Division II-pulje:
- UoIF Matteuspojkarna blev flyttet fra Division II Mälarserien til Division II Øst.
- Årsta SK blev flyttet fra Division II Syd til Division II Øst.
- Djurgårdens IF blev flyttet fra Division II Mälarserien til Division II Syd.

De seks puljer havde deltagelse af fem, seks eller syv hold, og i hver pulje spillede holdene en dobbeltturnering alle-mod-alle. De seks puljevindere gik videre til oprykningsspillet om fire pladser i Division I.
| Hold                     | By               | Foregående sæson                | Hofors Brynäs, Gefle, Huge og Strömsbro Mora Forward Forshaga Färjestad Eyra Skived Skoghall Aros, Västerås IK og Västerås SK Westmann. Arboga Vesta Atlas Diesel, Djurgården, IFK Stockholm, Lidingö, Matteuspojkarna, Reymersholm og Årsta Sirius GUIF Tumba Stallarh. Söd. Åker IFK Norrköping Norrköpings AIS Sleipner Tjalve |
| Division II Nord         |                  |                                 | Hofors Brynäs, Gefle, Huge og Strömsbro Mora Forward Forshaga Färjestad Eyra Skived Skoghall Aros, Västerås IK og Västerås SK Westmann. Arboga Vesta Atlas Diesel, Djurgården, IFK Stockholm, Lidingö, Matteuspojkarna, Reymersholm og Årsta Sirius GUIF Tumba Stallarh. Söd. Åker IFK Norrköping Norrköpings AIS Sleipner Tjalve |
| Brynäs IF                | Gävle            | Nr. 8 i Division I              | Hofors Brynäs, Gefle, Huge og Strömsbro Mora Forward Forshaga Färjestad Eyra Skived Skoghall Aros, Västerås IK og Västerås SK Westmann. Arboga Vesta Atlas Diesel, Djurgården, IFK Stockholm, Lidingö, Matteuspojkarna, Reymersholm og Årsta Sirius GUIF Tumba Stallarh. Söd. Åker IFK Norrköping Norrköpings AIS Sleipner Tjalve |
| Gefle IF                 | Gävle            | Nr. 3 i Division II Nord        | Hofors Brynäs, Gefle, Huge og Strömsbro Mora Forward Forshaga Färjestad Eyra Skived Skoghall Aros, Västerås IK og Västerås SK Westmann. Arboga Vesta Atlas Diesel, Djurgården, IFK Stockholm, Lidingö, Matteuspojkarna, Reymersholm og Årsta Sirius GUIF Tumba Stallarh. Söd. Åker IFK Norrköping Norrköpings AIS Sleipner Tjalve |
| Hofors IK                | Hofors           | Nr. 5 i Division II Nord        | Hofors Brynäs, Gefle, Huge og Strömsbro Mora Forward Forshaga Färjestad Eyra Skived Skoghall Aros, Västerås IK og Västerås SK Westmann. Arboga Vesta Atlas Diesel, Djurgården, IFK Stockholm, Lidingö, Matteuspojkarna, Reymersholm og Årsta Sirius GUIF Tumba Stallarh. Söd. Åker IFK Norrköping Norrköpings AIS Sleipner Tjalve |
| IK Huge                  | Gävle            | Nr. 2 i Division II Nord        | Hofors Brynäs, Gefle, Huge og Strömsbro Mora Forward Forshaga Färjestad Eyra Skived Skoghall Aros, Västerås IK og Västerås SK Westmann. Arboga Vesta Atlas Diesel, Djurgården, IFK Stockholm, Lidingö, Matteuspojkarna, Reymersholm og Årsta Sirius GUIF Tumba Stallarh. Söd. Åker IFK Norrköping Norrköpings AIS Sleipner Tjalve |
| Mora IK                  | Mora             | Regional serie                  | Hofors Brynäs, Gefle, Huge og Strömsbro Mora Forward Forshaga Färjestad Eyra Skived Skoghall Aros, Västerås IK og Västerås SK Westmann. Arboga Vesta Atlas Diesel, Djurgården, IFK Stockholm, Lidingö, Matteuspojkarna, Reymersholm og Årsta Sirius GUIF Tumba Stallarh. Söd. Åker IFK Norrköping Norrköpings AIS Sleipner Tjalve |
| Strömsbro IF             | Gävle            | Nr. 4 i Division II Nord        | Hofors Brynäs, Gefle, Huge og Strömsbro Mora Forward Forshaga Färjestad Eyra Skived Skoghall Aros, Västerås IK og Västerås SK Westmann. Arboga Vesta Atlas Diesel, Djurgården, IFK Stockholm, Lidingö, Matteuspojkarna, Reymersholm og Årsta Sirius GUIF Tumba Stallarh. Söd. Åker IFK Norrköping Norrköpings AIS Sleipner Tjalve |
| Division II Vest         |                  |                                 | Hofors Brynäs, Gefle, Huge og Strömsbro Mora Forward Forshaga Färjestad Eyra Skived Skoghall Aros, Västerås IK og Västerås SK Westmann. Arboga Vesta Atlas Diesel, Djurgården, IFK Stockholm, Lidingö, Matteuspojkarna, Reymersholm og Årsta Sirius GUIF Tumba Stallarh. Söd. Åker IFK Norrköping Norrköpings AIS Sleipner Tjalve |
| BK Forward               | Örebro           | Regional serie                  | Hofors Brynäs, Gefle, Huge og Strömsbro Mora Forward Forshaga Färjestad Eyra Skived Skoghall Aros, Västerås IK og Västerås SK Westmann. Arboga Vesta Atlas Diesel, Djurgården, IFK Stockholm, Lidingö, Matteuspojkarna, Reymersholm og Årsta Sirius GUIF Tumba Stallarh. Söd. Åker IFK Norrköping Norrköpings AIS Sleipner Tjalve |
| Forshaga IF              | Forshaga         | Nr. 2 i Division II Vest        | Hofors Brynäs, Gefle, Huge og Strömsbro Mora Forward Forshaga Färjestad Eyra Skived Skoghall Aros, Västerås IK og Västerås SK Westmann. Arboga Vesta Atlas Diesel, Djurgården, IFK Stockholm, Lidingö, Matteuspojkarna, Reymersholm og Årsta Sirius GUIF Tumba Stallarh. Söd. Åker IFK Norrköping Norrköpings AIS Sleipner Tjalve |
| Färjestads BK            | Karlstad         | Nr. 3 i Division II Vest        | Hofors Brynäs, Gefle, Huge og Strömsbro Mora Forward Forshaga Färjestad Eyra Skived Skoghall Aros, Västerås IK og Västerås SK Westmann. Arboga Vesta Atlas Diesel, Djurgården, IFK Stockholm, Lidingö, Matteuspojkarna, Reymersholm og Årsta Sirius GUIF Tumba Stallarh. Söd. Åker IFK Norrköping Norrköpings AIS Sleipner Tjalve |
| IF Eyra                  | Örebro           | Regional serie                  | Hofors Brynäs, Gefle, Huge og Strömsbro Mora Forward Forshaga Färjestad Eyra Skived Skoghall Aros, Västerås IK og Västerås SK Westmann. Arboga Vesta Atlas Diesel, Djurgården, IFK Stockholm, Lidingö, Matteuspojkarna, Reymersholm og Årsta Sirius GUIF Tumba Stallarh. Söd. Åker IFK Norrköping Norrköpings AIS Sleipner Tjalve |
| Skiveds IF               | Forshaga         | Regional serie                  | Hofors Brynäs, Gefle, Huge og Strömsbro Mora Forward Forshaga Färjestad Eyra Skived Skoghall Aros, Västerås IK og Västerås SK Westmann. Arboga Vesta Atlas Diesel, Djurgården, IFK Stockholm, Lidingö, Matteuspojkarna, Reymersholm og Årsta Sirius GUIF Tumba Stallarh. Söd. Åker IFK Norrköping Norrköpings AIS Sleipner Tjalve |
| Skoghalls IF             | Skoghall         | Nr. 4 i Division II Vest        | Hofors Brynäs, Gefle, Huge og Strömsbro Mora Forward Forshaga Färjestad Eyra Skived Skoghall Aros, Västerås IK og Västerås SK Westmann. Arboga Vesta Atlas Diesel, Djurgården, IFK Stockholm, Lidingö, Matteuspojkarna, Reymersholm og Årsta Sirius GUIF Tumba Stallarh. Söd. Åker IFK Norrköping Norrköpings AIS Sleipner Tjalve |
| Division II Västmanland  |                  |                                 | Hofors Brynäs, Gefle, Huge og Strömsbro Mora Forward Forshaga Färjestad Eyra Skived Skoghall Aros, Västerås IK og Västerås SK Westmann. Arboga Vesta Atlas Diesel, Djurgården, IFK Stockholm, Lidingö, Matteuspojkarna, Reymersholm og Årsta Sirius GUIF Tumba Stallarh. Söd. Åker IFK Norrköping Norrköpings AIS Sleipner Tjalve |
| IF Aros                  | Västerås         | Nr. 3 i Division II Central     | Hofors Brynäs, Gefle, Huge og Strömsbro Mora Forward Forshaga Färjestad Eyra Skived Skoghall Aros, Västerås IK og Västerås SK Westmann. Arboga Vesta Atlas Diesel, Djurgården, IFK Stockholm, Lidingö, Matteuspojkarna, Reymersholm og Årsta Sirius GUIF Tumba Stallarh. Söd. Åker IFK Norrköping Norrköpings AIS Sleipner Tjalve |
| IFK Arboga               | Arboga           | Regional serie                  | Hofors Brynäs, Gefle, Huge og Strömsbro Mora Forward Forshaga Färjestad Eyra Skived Skoghall Aros, Västerås IK og Västerås SK Westmann. Arboga Vesta Atlas Diesel, Djurgården, IFK Stockholm, Lidingö, Matteuspojkarna, Reymersholm og Årsta Sirius GUIF Tumba Stallarh. Söd. Åker IFK Norrköping Norrköpings AIS Sleipner Tjalve |
| IK Westmannia            | Köping           | Nr. 5 i Division II Central     | Hofors Brynäs, Gefle, Huge og Strömsbro Mora Forward Forshaga Färjestad Eyra Skived Skoghall Aros, Västerås IK og Västerås SK Westmann. Arboga Vesta Atlas Diesel, Djurgården, IFK Stockholm, Lidingö, Matteuspojkarna, Reymersholm og Årsta Sirius GUIF Tumba Stallarh. Söd. Åker IFK Norrköping Norrköpings AIS Sleipner Tjalve |
| Västerås IK              | Västerås         | Nr. 4 i Division II Central     | Hofors Brynäs, Gefle, Huge og Strömsbro Mora Forward Forshaga Färjestad Eyra Skived Skoghall Aros, Västerås IK og Västerås SK Westmann. Arboga Vesta Atlas Diesel, Djurgården, IFK Stockholm, Lidingö, Matteuspojkarna, Reymersholm og Årsta Sirius GUIF Tumba Stallarh. Söd. Åker IFK Norrköping Norrköpings AIS Sleipner Tjalve |
| Västerås SK              | Västerås         | Nr. 2 i Division II Central     | Hofors Brynäs, Gefle, Huge og Strömsbro Mora Forward Forshaga Färjestad Eyra Skived Skoghall Aros, Västerås IK og Västerås SK Westmann. Arboga Vesta Atlas Diesel, Djurgården, IFK Stockholm, Lidingö, Matteuspojkarna, Reymersholm og Årsta Sirius GUIF Tumba Stallarh. Söd. Åker IFK Norrköping Norrköpings AIS Sleipner Tjalve |
| Division II Øst          |                  |                                 | Hofors Brynäs, Gefle, Huge og Strömsbro Mora Forward Forshaga Färjestad Eyra Skived Skoghall Aros, Västerås IK og Västerås SK Westmann. Arboga Vesta Atlas Diesel, Djurgården, IFK Stockholm, Lidingö, Matteuspojkarna, Reymersholm og Årsta Sirius GUIF Tumba Stallarh. Söd. Åker IFK Norrköping Norrköpings AIS Sleipner Tjalve |
| IF Vesta                 | Uppsala          | Nr. 2 i Division II Øst         | Hofors Brynäs, Gefle, Huge og Strömsbro Mora Forward Forshaga Färjestad Eyra Skived Skoghall Aros, Västerås IK og Västerås SK Westmann. Arboga Vesta Atlas Diesel, Djurgården, IFK Stockholm, Lidingö, Matteuspojkarna, Reymersholm og Årsta Sirius GUIF Tumba Stallarh. Söd. Åker IFK Norrköping Norrköpings AIS Sleipner Tjalve |
| IFK Lidingö              | Lidingö          | Nr. 3 i Division II Øst         | Hofors Brynäs, Gefle, Huge og Strömsbro Mora Forward Forshaga Färjestad Eyra Skived Skoghall Aros, Västerås IK og Västerås SK Westmann. Arboga Vesta Atlas Diesel, Djurgården, IFK Stockholm, Lidingö, Matteuspojkarna, Reymersholm og Årsta Sirius GUIF Tumba Stallarh. Söd. Åker IFK Norrköping Norrköpings AIS Sleipner Tjalve |
| IFK Stockholm            | Stockholm        | Regional serie                  | Hofors Brynäs, Gefle, Huge og Strömsbro Mora Forward Forshaga Färjestad Eyra Skived Skoghall Aros, Västerås IK og Västerås SK Westmann. Arboga Vesta Atlas Diesel, Djurgården, IFK Stockholm, Lidingö, Matteuspojkarna, Reymersholm og Årsta Sirius GUIF Tumba Stallarh. Söd. Åker IFK Norrköping Norrköpings AIS Sleipner Tjalve |
| IK Sirius                | Uppsala          | Nr. 4 i Division II Øst         | Hofors Brynäs, Gefle, Huge og Strömsbro Mora Forward Forshaga Färjestad Eyra Skived Skoghall Aros, Västerås IK og Västerås SK Westmann. Arboga Vesta Atlas Diesel, Djurgården, IFK Stockholm, Lidingö, Matteuspojkarna, Reymersholm og Årsta Sirius GUIF Tumba Stallarh. Söd. Åker IFK Norrköping Norrköpings AIS Sleipner Tjalve |
| Reymersholms IK          | Stockholm        | Nr. 7 i Division I              | Hofors Brynäs, Gefle, Huge og Strömsbro Mora Forward Forshaga Färjestad Eyra Skived Skoghall Aros, Västerås IK og Västerås SK Westmann. Arboga Vesta Atlas Diesel, Djurgården, IFK Stockholm, Lidingö, Matteuspojkarna, Reymersholm og Årsta Sirius GUIF Tumba Stallarh. Söd. Åker IFK Norrköping Norrköpings AIS Sleipner Tjalve |
| UoIF Matteuspojkarna     | Stockholm        | Nr. 2 i Division II Mälarserien | Hofors Brynäs, Gefle, Huge og Strömsbro Mora Forward Forshaga Färjestad Eyra Skived Skoghall Aros, Västerås IK og Västerås SK Westmann. Arboga Vesta Atlas Diesel, Djurgården, IFK Stockholm, Lidingö, Matteuspojkarna, Reymersholm og Årsta Sirius GUIF Tumba Stallarh. Söd. Åker IFK Norrköping Norrköpings AIS Sleipner Tjalve |
| Årsta SK                 | Stockholm        | Nr. 2 i Division II Syd         | Hofors Brynäs, Gefle, Huge og Strömsbro Mora Forward Forshaga Färjestad Eyra Skived Skoghall Aros, Västerås IK og Västerås SK Westmann. Arboga Vesta Atlas Diesel, Djurgården, IFK Stockholm, Lidingö, Matteuspojkarna, Reymersholm og Årsta Sirius GUIF Tumba Stallarh. Söd. Åker IFK Norrköping Norrköpings AIS Sleipner Tjalve |
| Division II Södermanland |                  |                                 | Hofors Brynäs, Gefle, Huge og Strömsbro Mora Forward Forshaga Färjestad Eyra Skived Skoghall Aros, Västerås IK og Västerås SK Westmann. Arboga Vesta Atlas Diesel, Djurgården, IFK Stockholm, Lidingö, Matteuspojkarna, Reymersholm og Årsta Sirius GUIF Tumba Stallarh. Söd. Åker IFK Norrköping Norrköpings AIS Sleipner Tjalve |
| GUIF                     | Eskilstuna       | Regional serie                  | Hofors Brynäs, Gefle, Huge og Strömsbro Mora Forward Forshaga Färjestad Eyra Skived Skoghall Aros, Västerås IK og Västerås SK Westmann. Arboga Vesta Atlas Diesel, Djurgården, IFK Stockholm, Lidingö, Matteuspojkarna, Reymersholm og Årsta Sirius GUIF Tumba Stallarh. Söd. Åker IFK Norrköping Norrköpings AIS Sleipner Tjalve |
| IFK Tumba                | Tumba            | Regional serie                  | Hofors Brynäs, Gefle, Huge og Strömsbro Mora Forward Forshaga Färjestad Eyra Skived Skoghall Aros, Västerås IK og Västerås SK Westmann. Arboga Vesta Atlas Diesel, Djurgården, IFK Stockholm, Lidingö, Matteuspojkarna, Reymersholm og Årsta Sirius GUIF Tumba Stallarh. Söd. Åker IFK Norrköping Norrköpings AIS Sleipner Tjalve |
| Stallarholmens SK        | Stallarholmen    | Regional serie                  | Hofors Brynäs, Gefle, Huge og Strömsbro Mora Forward Forshaga Färjestad Eyra Skived Skoghall Aros, Västerås IK og Västerås SK Westmann. Arboga Vesta Atlas Diesel, Djurgården, IFK Stockholm, Lidingö, Matteuspojkarna, Reymersholm og Årsta Sirius GUIF Tumba Stallarh. Söd. Åker IFK Norrköping Norrköpings AIS Sleipner Tjalve |
| Södertälje IF            | Södertälje       | Nr. 4 i Division II Mälarserien | Hofors Brynäs, Gefle, Huge og Strömsbro Mora Forward Forshaga Färjestad Eyra Skived Skoghall Aros, Västerås IK og Västerås SK Westmann. Arboga Vesta Atlas Diesel, Djurgården, IFK Stockholm, Lidingö, Matteuspojkarna, Reymersholm og Årsta Sirius GUIF Tumba Stallarh. Söd. Åker IFK Norrköping Norrköpings AIS Sleipner Tjalve |
| Åkers IF                 | Åkers styckebruk | Nr. 6 i Division II Mälarserien | Hofors Brynäs, Gefle, Huge og Strömsbro Mora Forward Forshaga Färjestad Eyra Skived Skoghall Aros, Västerås IK og Västerås SK Westmann. Arboga Vesta Atlas Diesel, Djurgården, IFK Stockholm, Lidingö, Matteuspojkarna, Reymersholm og Årsta Sirius GUIF Tumba Stallarh. Söd. Åker IFK Norrköping Norrköpings AIS Sleipner Tjalve |
| Division II Syd          |                  |                                 | Hofors Brynäs, Gefle, Huge og Strömsbro Mora Forward Forshaga Färjestad Eyra Skived Skoghall Aros, Västerås IK og Västerås SK Westmann. Arboga Vesta Atlas Diesel, Djurgården, IFK Stockholm, Lidingö, Matteuspojkarna, Reymersholm og Årsta Sirius GUIF Tumba Stallarh. Söd. Åker IFK Norrköping Norrköpings AIS Sleipner Tjalve |
| Atlas Diesels IF         | Stockholm        | Regional serie                  | Hofors Brynäs, Gefle, Huge og Strömsbro Mora Forward Forshaga Färjestad Eyra Skived Skoghall Aros, Västerås IK og Västerås SK Westmann. Arboga Vesta Atlas Diesel, Djurgården, IFK Stockholm, Lidingö, Matteuspojkarna, Reymersholm og Årsta Sirius GUIF Tumba Stallarh. Söd. Åker IFK Norrköping Norrköpings AIS Sleipner Tjalve |
| Djurgårdens IF           | Stockholm        | Nr. 3 i Division II Mälarserien | Hofors Brynäs, Gefle, Huge og Strömsbro Mora Forward Forshaga Färjestad Eyra Skived Skoghall Aros, Västerås IK og Västerås SK Westmann. Arboga Vesta Atlas Diesel, Djurgården, IFK Stockholm, Lidingö, Matteuspojkarna, Reymersholm og Årsta Sirius GUIF Tumba Stallarh. Söd. Åker IFK Norrköping Norrköpings AIS Sleipner Tjalve |
| GoIF Tjalve              | Norrköping       | Regional serie                  | Hofors Brynäs, Gefle, Huge og Strömsbro Mora Forward Forshaga Färjestad Eyra Skived Skoghall Aros, Västerås IK og Västerås SK Westmann. Arboga Vesta Atlas Diesel, Djurgården, IFK Stockholm, Lidingö, Matteuspojkarna, Reymersholm og Årsta Sirius GUIF Tumba Stallarh. Söd. Åker IFK Norrköping Norrköpings AIS Sleipner Tjalve |
| IFK Norrköping           | Norrköping       | Nr. 5 i Division II Syd         | Hofors Brynäs, Gefle, Huge og Strömsbro Mora Forward Forshaga Färjestad Eyra Skived Skoghall Aros, Västerås IK og Västerås SK Westmann. Arboga Vesta Atlas Diesel, Djurgården, IFK Stockholm, Lidingö, Matteuspojkarna, Reymersholm og Årsta Sirius GUIF Tumba Stallarh. Söd. Åker IFK Norrköping Norrköpings AIS Sleipner Tjalve |
| IK Sleipner              | Norrköping       | Nr. 4 i Division II Syd         | Hofors Brynäs, Gefle, Huge og Strömsbro Mora Forward Forshaga Färjestad Eyra Skived Skoghall Aros, Västerås IK og Västerås SK Westmann. Arboga Vesta Atlas Diesel, Djurgården, IFK Stockholm, Lidingö, Matteuspojkarna, Reymersholm og Årsta Sirius GUIF Tumba Stallarh. Söd. Åker IFK Norrköping Norrköpings AIS Sleipner Tjalve |
| Norrköpings AIS          | Norrköping       | Nr. 3 i Division II Syd         | Hofors Brynäs, Gefle, Huge og Strömsbro Mora Forward Forshaga Färjestad Eyra Skived Skoghall Aros, Västerås IK og Västerås SK Westmann. Arboga Vesta Atlas Diesel, Djurgården, IFK Stockholm, Lidingö, Matteuspojkarna, Reymersholm og Årsta Sirius GUIF Tumba Stallarh. Söd. Åker IFK Norrköping Norrköpings AIS Sleipner Tjalve |

## Puljer

### Division II Nord
| \| Nr \| Hold \| K \| V \| U \| T \| Mf \| \| Mi \| +/- \| P \| \| -- \| ------------- \| -- \| - \| - \| - \| -- \| - \| --- \| --- \| -------------------------------------- \| \| 1 \| Mora IK (O) \| 10 \| 6 \| 1 \| 3 \| 64 \| – \| 32 \| +32 \| 13Oprykningsspil \| \| 2 \| IK Huge \| 10 \| 6 \| 1 \| 3 \| 58 \| – \| 38 \| +20 \| 13 \| \| 3 \| Brynäs IF (N) \| 10 \| 6 \| 1 \| 3 \| 49 \| – \| 33 \| +16 \| 13 \| \| 4 \| Strömsbro IF \| 10 \| 5 \| 1 \| 4 \| 52 \| – \| 35 \| +17 \| 11 \| \| 5 \| Gefle IF \| 10 \| 4 \| 1 \| 5 \| 39 \| – \| 43 \| −4 \| 9 \| \| 6 \| Hofors IK \| 10 \| 0 \| 1 \| 9 \| 25 \| – \| 106 \| −81 \| 1Nedrykning til regional serie 1945-46 \| K: Kampe spillet, V: Vundne kampe, U: Uafgjorte kampe, T: Tabte kampe, Mf: Mål for, Mi: Mål imod, +/-: Måldifference, P: Point |               |    |   |   |   |    |   |     |     |                                        |
| Nr | Hold          | K  | V | U | T | Mf |   | Mi  | +/- | P                                      |
| 1 | Mora IK (O)   | 10 | 6 | 1 | 3 | 64 | – | 32  | +32 | 13Oprykningsspil                       |
| 2 | IK Huge       | 10 | 6 | 1 | 3 | 58 | – | 38  | +20 | 13                                     |
| 3 | Brynäs IF (N) | 10 | 6 | 1 | 3 | 49 | – | 33  | +16 | 13                                     |
| 4 | Strömsbro IF  | 10 | 5 | 1 | 4 | 52 | – | 35  | +17 | 11                                     |
| 5 | Gefle IF      | 10 | 4 | 1 | 5 | 39 | – | 43  | −4  | 9                                      |
| 6 | Hofors IK     | 10 | 0 | 1 | 9 | 25 | – | 106 | −81 | 1Nedrykning til regional serie 1945-46 |

### Division II Vest
| \| Nr \| Hold \| K \| V \| U \| T \| Mf \| \| Mi \| +/- \| P \| \| -- \| -------------- \| -- \| - \| - \| - \| -- \| - \| -- \| --- \| -------------------------------------- \| \| 1 \| Forshaga IF \| 10 \| 8 \| 1 \| 1 \| 49 \| – \| 23 \| +26 \| 17Oprykningsspil \| \| 2 \| Skoghalls IF \| 10 \| 8 \| 0 \| 2 \| 45 \| – \| 22 \| +23 \| 16 \| \| 3 \| Färjestads BK \| 9 \| 4 \| 1 \| 4 \| 17 \| – \| 25 \| −8 \| 9 \| \| 4 \| Skiveds IF (O) \| 10 \| 3 \| 2 \| 5 \| 23 \| – \| 29 \| −6 \| 8 \| \| 5 \| BK Forward (O) \| 9 \| 3 \| 1 \| 5 \| 29 \| – \| 35 \| −6 \| 7 \| \| 6 \| IF Eyra (O) \| 10 \| 0 \| 1 \| 9 \| 18 \| – \| 47 \| −29 \| 1Nedrykning til regional serie 1945-46 \| K: Kampe spillet, V: Vundne kampe, U: Uafgjorte kampe, T: Tabte kampe, Mf: Mål for, Mi: Mål imod, +/-: Måldifference, P: Point |                |    |   |   |   |    |   |    |     |                                        |
| Nr | Hold           | K  | V | U | T | Mf |   | Mi | +/- | P                                      |
| 1 | Forshaga IF    | 10 | 8 | 1 | 1 | 49 | – | 23 | +26 | 17Oprykningsspil                       |
| 2 | Skoghalls IF   | 10 | 8 | 0 | 2 | 45 | – | 22 | +23 | 16                                     |
| 3 | Färjestads BK  | 9  | 4 | 1 | 4 | 17 | – | 25 | −8  | 9                                      |
| 4 | Skiveds IF (O) | 10 | 3 | 2 | 5 | 23 | – | 29 | −6  | 8                                      |
| 5 | BK Forward (O) | 9  | 3 | 1 | 5 | 29 | – | 35 | −6  | 7                                      |
| 6 | IF Eyra (O)    | 10 | 0 | 1 | 9 | 18 | – | 47 | −29 | 1Nedrykning til regional serie 1945-46 |

### Division II Västmanland
| \| Nr \| Hold \| K \| V \| U \| T \| Mf \| \| Mi \| +/- \| P \| \| -- \| -------------- \| - \| - \| - \| - \| -- \| - \| -- \| --- \| ---------------- \| \| 1 \| Västerås SK \| 8 \| 6 \| 1 \| 1 \| 72 \| – \| 16 \| +56 \| 13Oprykningsspil \| \| 2 \| Västerås IK \| 8 \| 6 \| 1 \| 1 \| 65 \| – \| 19 \| +46 \| 13 \| \| 3 \| IF Aros \| 8 \| 5 \| 0 \| 3 \| 45 \| – \| 26 \| +19 \| 10 \| \| 4 \| IK Westmannia \| 8 \| 1 \| 0 \| 7 \| 21 \| – \| 81 \| −60 \| 2 \| \| 5 \| IFK Arboga (O) \| 8 \| 1 \| 0 \| 7 \| 12 \| – \| 73 \| −61 \| 2 \| K: Kampe spillet, V: Vundne kampe, U: Uafgjorte kampe, T: Tabte kampe, Mf: Mål for, Mi: Mål imod, +/-: Måldifference, P: Point |                |   |   |   |   |    |   |    |     |                  |
| Nr | Hold           | K | V | U | T | Mf |   | Mi | +/- | P                |
| 1 | Västerås SK    | 8 | 6 | 1 | 1 | 72 | – | 16 | +56 | 13Oprykningsspil |
| 2 | Västerås IK    | 8 | 6 | 1 | 1 | 65 | – | 19 | +46 | 13               |
| 3 | IF Aros        | 8 | 5 | 0 | 3 | 45 | – | 26 | +19 | 10               |
| 4 | IK Westmannia  | 8 | 1 | 0 | 7 | 21 | – | 81 | −60 | 2                |
| 5 | IFK Arboga (O) | 8 | 1 | 0 | 7 | 12 | – | 73 | −61 | 2                |

Efter sæsonen blev ishockeyholdet i IF Aros nedlagt.

### Division II Øst
| \| Nr \| Hold \| K \| V \| U \| T \| Mf \| \| Mi \| +/- \| P \| \| -- \| -------------------- \| -- \| -- \| - \| -- \| -- \| - \| -- \| --- \| -------------------------------------- \| \| 1 \| UoIF Matteuspojkarna \| 12 \| 11 \| 0 \| 1 \| 99 \| – \| 23 \| +76 \| 22Oprykningsspil \| \| 2 \| Reymersholms IK (N) \| 12 \| 8 \| 0 \| 4 \| 77 \| – \| 47 \| +30 \| 16 \| \| 3 \| IFK Stockholm (O) \| 12 \| 8 \| 0 \| 4 \| 61 \| – \| 37 \| +24 \| 16 \| \| 4 \| Årsta SK \| 12 \| 6 \| 0 \| 6 \| 64 \| – \| 57 \| +7 \| 12 \| \| 5 \| IF Vesta \| 12 \| 4 \| 0 \| 8 \| 41 \| – \| 67 \| −26 \| 8 \| \| 6 \| IK Sirius \| 12 \| 3 \| 1 \| 8 \| 45 \| – \| 76 \| −31 \| 7 \| \| 7 \| IFK Lidingö \| 12 \| 1 \| 1 \| 10 \| 17 \| – \| 97 \| −80 \| 3Nedrykning til regional serie 1945-46 \| K: Kampe spillet, V: Vundne kampe, U: Uafgjorte kampe, T: Tabte kampe, Mf: Mål for, Mi: Mål imod, +/-: Måldifference, P: Point |                      |    |    |   |    |    |   |    |     |                                        |
| Nr | Hold                 | K  | V  | U | T  | Mf |   | Mi | +/- | P                                      |
| 1 | UoIF Matteuspojkarna | 12 | 11 | 0 | 1  | 99 | – | 23 | +76 | 22Oprykningsspil                       |
| 2 | Reymersholms IK (N)  | 12 | 8  | 0 | 4  | 77 | – | 47 | +30 | 16                                     |
| 3 | IFK Stockholm (O)    | 12 | 8  | 0 | 4  | 61 | – | 37 | +24 | 16                                     |
| 4 | Årsta SK             | 12 | 6  | 0 | 6  | 64 | – | 57 | +7  | 12                                     |
| 5 | IF Vesta             | 12 | 4  | 0 | 8  | 41 | – | 67 | −26 | 8                                      |
| 6 | IK Sirius            | 12 | 3  | 1 | 8  | 45 | – | 76 | −31 | 7                                      |
| 7 | IFK Lidingö          | 12 | 1  | 1 | 10 | 17 | – | 97 | −80 | 3Nedrykning til regional serie 1945-46 |

### Division II Södermanland
| \| Nr \| Hold \| K \| V \| U \| T \| Mf \| \| Mi \| +/- \| P \| \| -- \| --------------------- \| - \| - \| - \| - \| -- \| - \| -- \| --- \| -------------------------------------- \| \| 1 \| Södertälje IF \| 8 \| 7 \| 0 \| 1 \| 74 \| – \| 18 \| +56 \| 14Oprykningsspil \| \| 2 \| IFK Tumba (O) \| 8 \| 6 \| 1 \| 1 \| 38 \| – \| 16 \| +22 \| 13 \| \| 3 \| Åkers IF \| 8 \| 4 \| 1 \| 3 \| 29 \| – \| 20 \| +9 \| 9 \| \| 4 \| GUIF (O) \| 8 \| 1 \| 0 \| 7 \| 18 \| – \| 54 \| −36 \| 2 \| \| 5 \| Stallarholmens SK (O) \| 8 \| 1 \| 0 \| 7 \| 19 \| – \| 70 \| −51 \| 2Nedrykning til regional serie 1945-46 \| K: Kampe spillet, V: Vundne kampe, U: Uafgjorte kampe, T: Tabte kampe, Mf: Mål for, Mi: Mål imod, +/-: Måldifference, P: Point |                       |   |   |   |   |    |   |    |     |                                        |
| Nr | Hold                  | K | V | U | T | Mf |   | Mi | +/- | P                                      |
| 1 | Södertälje IF         | 8 | 7 | 0 | 1 | 74 | – | 18 | +56 | 14Oprykningsspil                       |
| 2 | IFK Tumba (O)         | 8 | 6 | 1 | 1 | 38 | – | 16 | +22 | 13                                     |
| 3 | Åkers IF              | 8 | 4 | 1 | 3 | 29 | – | 20 | +9  | 9                                      |
| 4 | GUIF (O)              | 8 | 1 | 0 | 7 | 18 | – | 54 | −36 | 2                                      |
| 5 | Stallarholmens SK (O) | 8 | 1 | 0 | 7 | 19 | – | 70 | −51 | 2Nedrykning til regional serie 1945-46 |

### Division II Syd
| \| Nr \| Hold \| K \| V \| U \| T \| Mf \| \| Mi \| +/- \| P \| \| -- \| -------------------- \| -- \| - \| - \| -- \| -- \| - \| --- \| --- \| -------------------------------------- \| \| 1 \| Atlas Diesels IF (O) \| 9 \| 7 \| 1 \| 1 \| 66 \| – \| 32 \| +34 \| 15Oprykningsspil \| \| 2 \| Djurgårdens IF \| 10 \| 5 \| 2 \| 3 \| 39 \| – \| 26 \| +13 \| 12 \| \| 3 \| IFK Norrköping \| 10 \| 6 \| 0 \| 4 \| 44 \| – \| 33 \| +11 \| 12 \| \| 4 \| Norrköpings AIS \| 10 \| 5 \| 1 \| 4 \| 51 \| – \| 37 \| +14 \| 11 \| \| 5 \| IK Sleipner \| 9 \| 4 \| 0 \| 5 \| 24 \| – \| 20 \| +4 \| 8 \| \| 6 \| GoIF Tjalve (O) \| 10 \| 0 \| 0 \| 10 \| 28 \| – \| 104 \| −76 \| 0Nedrykning til regional serie 1945-46 \| K: Kampe spillet, V: Vundne kampe, U: Uafgjorte kampe, T: Tabte kampe, Mf: Mål for, Mi: Mål imod, +/-: Måldifference, P: Point |                      |    |   |   |    |    |   |     |     |                                        |
| Nr | Hold                 | K  | V | U | T  | Mf |   | Mi  | +/- | P                                      |
| 1 | Atlas Diesels IF (O) | 9  | 7 | 1 | 1  | 66 | – | 32  | +34 | 15Oprykningsspil                       |
| 2 | Djurgårdens IF       | 10 | 5 | 2 | 3  | 39 | – | 26  | +13 | 12                                     |
| 3 | IFK Norrköping       | 10 | 6 | 0 | 4  | 44 | – | 33  | +11 | 12                                     |
| 4 | Norrköpings AIS      | 10 | 5 | 1 | 4  | 51 | – | 37  | +14 | 11                                     |
| 5 | IK Sleipner          | 9  | 4 | 0 | 5  | 24 | – | 20  | +4  | 8                                      |
| 6 | GoIF Tjalve (O)      | 10 | 0 | 0 | 10 | 28 | – | 104 | −76 | 0Nedrykning til regional serie 1945-46 |

## Kvalifikation til Division I
I kvalifikationen til Division I spillede de seks puljevindere om fire pladser i Division I i den efterfølgende sæson. Holdene blev inddelt i to puljer med tre hold i hver, og i hver pulje spillede holdene om to oprykningspladser.

### Nord
Nord-puljen i kvalifikationen til Division I havde deltagelse af vinderne af Division II Nord, Øst og Västmanland. Holdene spillede om to oprykningspladser til Division I, og turneringen blev afviklet som en enkeltturnering alle-mod-alle.
| \| Nr \| Hold \| K \| V \| U \| T \| Mf \| \| Mi \| +/- \| P \| \| -- \| -------------------- \| - \| - \| - \| - \| -- \| - \| -- \| --- \| --------------------------------- \| \| 1 \| Västerås SK \| 2 \| 1 \| 1 \| 0 \| 7 \| – \| 5 \| +2 \| 3Oprykning til Division I 1945-46 \| \| 2 \| Mora IK \| 2 \| 1 \| 1 \| 0 \| 3 \| – \| 1 \| +2 \| 3Oprykning til Division I 1945-46 \| \| 3 \| UoIF Matteuspojkarna \| 2 \| 0 \| 0 \| 2 \| 4 \| – \| 8 \| −4 \| 0 \| K: Kampe spillet, V: Vundne kampe, U: Uafgjorte kampe, T: Tabte kampe, Mf: Mål for, Mi: Mål imod, +/-: Måldifference, P: Point |                      |   |   |   |   |    |   |    |     |                                   |
| Nr | Hold                 | K | V | U | T | Mf |   | Mi | +/- | P                                 |
| 1 | Västerås SK          | 2 | 1 | 1 | 0 | 7  | – | 5  | +2  | 3Oprykning til Division I 1945-46 |
| 2 | Mora IK              | 2 | 1 | 1 | 0 | 3  | – | 1  | +2  | 3Oprykning til Division I 1945-46 |
| 3 | UoIF Matteuspojkarna | 2 | 0 | 0 | 2 | 4  | – | 8  | −4  | 0                                 |

#### Kampe
| Västerås SK          | Mora IK              | 1–1 |
| Mora IK              | UoIF Matteuspojkarna | 2–0 |
| UoIF Matteuspojkarna | Västerås SK          | 4–6 |

### Syd
Syd-puljen i kvalifikationen til Division I havde deltagelse af vinderne af Division II Vest, Södermanland og Syd. Holdene spillede om to oprykningspladser til Division I, og turneringen blev afviklet som en enkeltturnering alle-mod-alle.
| \| Nr \| Hold \| K \| V \| U \| T \| Mf \| \| Mi \| +/- \| P \| \| -- \| ---------------- \| - \| - \| - \| - \| -- \| - \| -- \| --- \| --------------------------------- \| \| 1 \| Södertälje IF \| 2 \| 1 \| 1 \| 0 \| 8 \| – \| 4 \| +4 \| 3Oprykning til Division I 1945-46 \| \| 2 \| Atlas Diesels IF \| 2 \| 1 \| 0 \| 1 \| 9 \| – \| 10 \| −1 \| 2Oprykning til Division I 1945-46 \| \| 3 \| Forshaga IF \| 1 \| 0 \| 0 \| 1 \| 6 \| – \| 9 \| −3 \| 0 \| K: Kampe spillet, V: Vundne kampe, U: Uafgjorte kampe, T: Tabte kampe, Mf: Mål for, Mi: Mål imod, +/-: Måldifference, P: Point |                  |   |   |   |   |    |   |    |     |                                   |
| Nr | Hold             | K | V | U | T | Mf |   | Mi | +/- | P                                 |
| 1 | Södertälje IF    | 2 | 1 | 1 | 0 | 8  | – | 4  | +4  | 3Oprykning til Division I 1945-46 |
| 2 | Atlas Diesels IF | 2 | 1 | 0 | 1 | 9  | – | 10 | −1  | 2Oprykning til Division I 1945-46 |
| 3 | Forshaga IF      | 1 | 0 | 0 | 1 | 6  | – | 9  | −3  | 0                                 |

#### Kampe
| Forshaga IF   | Södertälje IF    | 2–2 |
| Södertälje IF | Atlas Diesels IF | 6–2 |
| Forshaga IF   | Atlas Diesels IF | 4–7 |